# Athetis gulnare
Athetis gulnare är en fjärilsart som beskrevs av John Kern Strecker 1878. Athetis gulnare ingår i släktet Athetis och familjen nattflyn. Inga underarter finns listade i Catalogue of Life.